# 32531 Ulrikababiaková
32531 Ulrikababiaková è un asteroide della fascia principale. Scoperto nel 2001, presenta un'orbita caratterizzata da un semiasse maggiore pari a 2,6881161 UA e da un'eccentricità di 0,1488123, inclinata di 12,25588° rispetto all'eclittica.
L'asteroide è dedicato all'astronoma slovacca Ulrika Babiaková.